# Dionysia hissarica
Dionysia hissarica är en viveväxtart som beskrevs av Vladimir Ippolitovich Lipsky. Dionysia hissarica ingår i dionysosvivesläktet som ingår i familjen viveväxter. Inga underarter finns listade i Catalogue of Life.